# روبرت ألت
روبرت ألت هو متزلج جماعي سويسري، ولد في 2 يناير 1927 في غليون (قرية) في سويسرا، وتوفي في 4 ديسمبر 2017.

## وصلات خارجية
- روبرت ألت على موقع اللجنة الأولمبية الدولية (الإنجليزية)
- روبرت ألت على موقع أوليمبيديا (الإنجليزية)